# Ryby słodkowodne

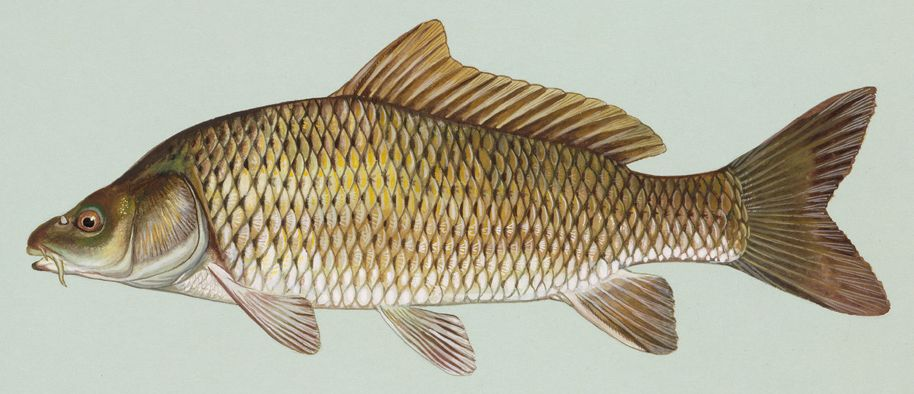
Karp – jedna z najpopularniejszych ryb słodkowodnych

Ryby słodkowodne – grupa ryb, które spędzają część lub całość swojego życia w wodach słodkich, takich jak rzeki i jeziora (o zasoleniu poniżej 1,05%). Aby przetrwać w wodach słodkich, ryby potrzebują szeregu fizjologicznych adaptacji. Ryby te wykazują duże zróżnicowanie pod względem budowy i przystosowań.
W wodach stojących i płynących panują różne warunki środowiskowe, odmienne niż w morzu.
Ryby słodkowodne stanowią 41,24% wszystkich znanych gatunków ryb.

## Osmoregulacja

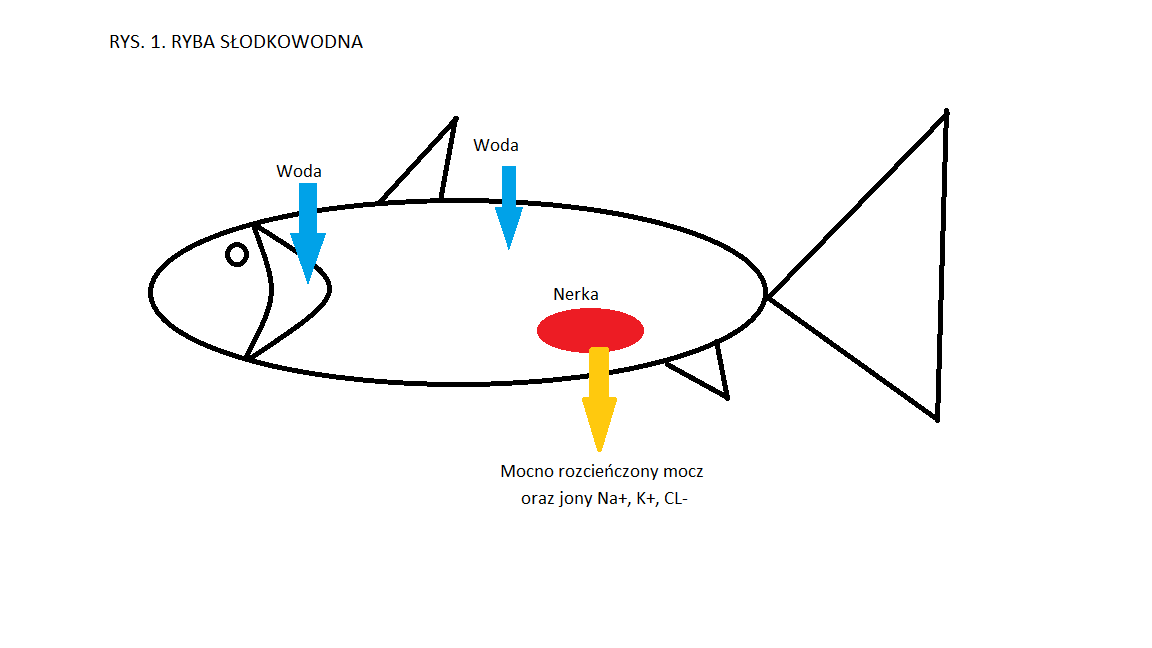
Przebieg osmoregulacji

Ryby żyją w środowisku hipotonicznym, a więc nie piją wody. Mimo tego dostaje się ona do organizmu przez skrzela lub skórę. Aby zapobiec pęcznieniu, zwierzęta wydalają wodę z organizmu przez nerki. Komórki solne znajdujące się w ciele ryb, wychwytują rozpuszczone sole minerale i zachowują odpowiedni bilans stężeń dla organizmu.

## Ryby słodkowodne Polski
Ryby słodkowodne w Polsce to około 120 gatunków, zamieszkujących lub składających ikrę wyłącznie w wodach słodkich.
Najczęściej występujące to:
- Leszcz
- Karaś
- Karp
- Ukleja
- Płoć
- Okoń
- Lin